# Lento (Korsika)
Lento (korsisch Lentu) ist eine Gemeinde mit 115 Einwohnern (Stand 1. Januar 2022) im korsischen Gebirge in Frankreich. Die Gemeinde gehört zum Département Haute-Corse, zum Arrondissement Corte und zum Kanton Golo-Morosaglia.

## Bevölkerungsentwicklung
Im Jahr 2007 war der größte Teil der Bevölkerung 60 Jahre alt oder älter und es sterben seit 2002 mehr Menschen in diesem Ort, als dort geboren werden.
| Jahr      | 1962 | 1968 | 1975 | 1982 | 1990 | 1999 | 2007 | 2016 |
| --------- | ---- | ---- | ---- | ---- | ---- | ---- | ---- | ---- |
| Einwohner | 105  | 156  | 143  | 162  | 76   | 91   | 116  | 104  |

## Sehenswürdigkeiten

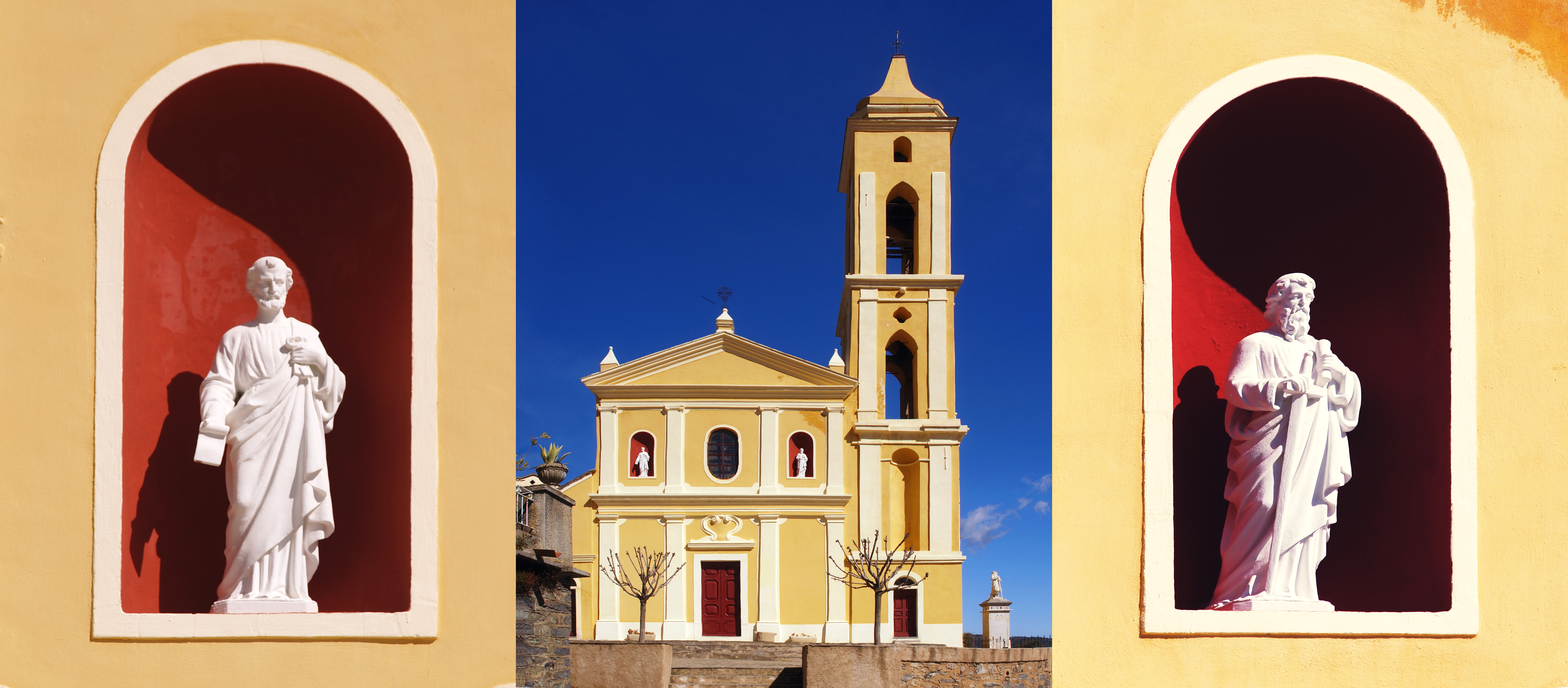
Kirche Sainte Marie Madeleine
- Kapelle San Cipriano
- Kapelle San Cervone
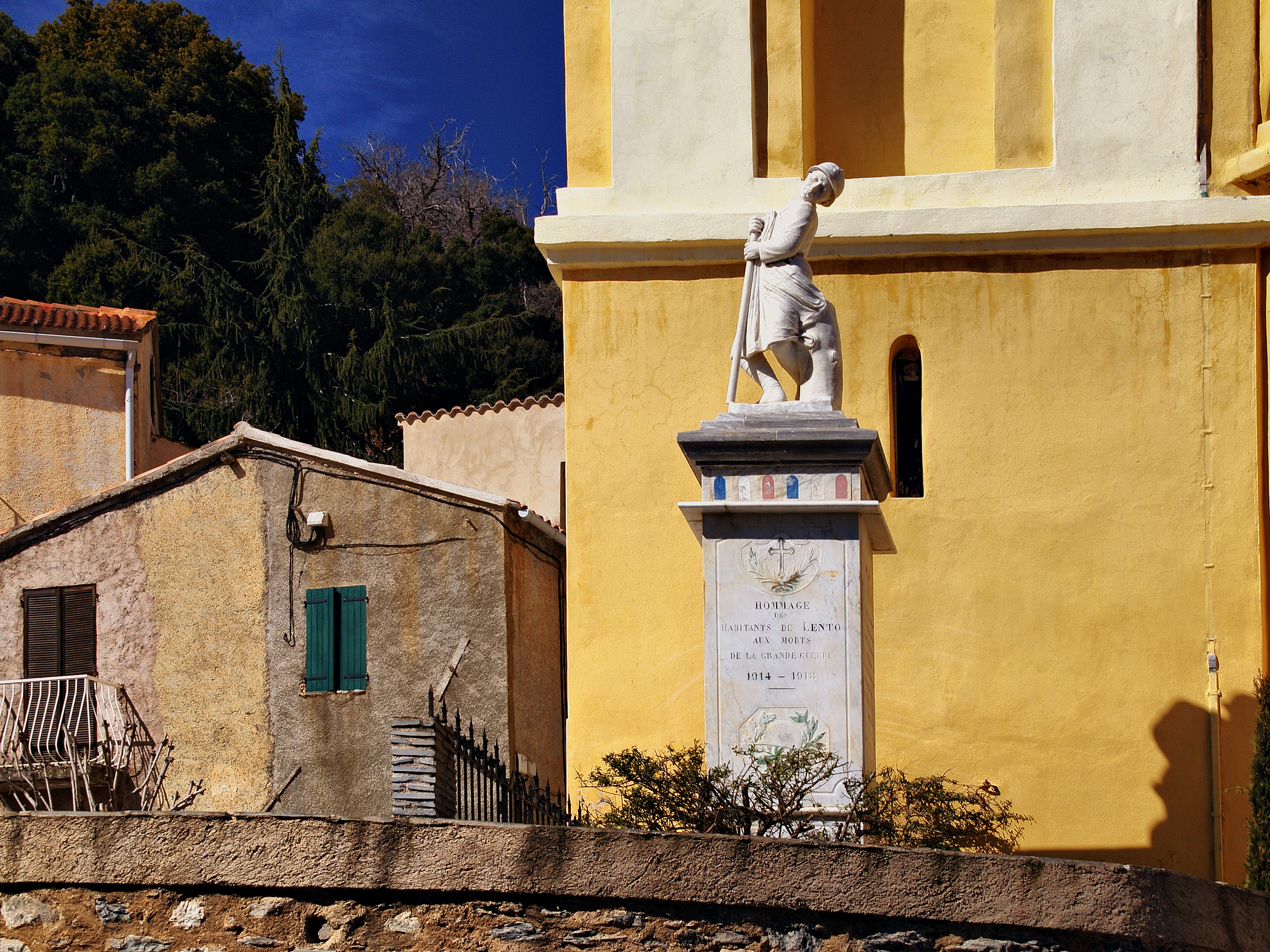
Kriegerdenkmal
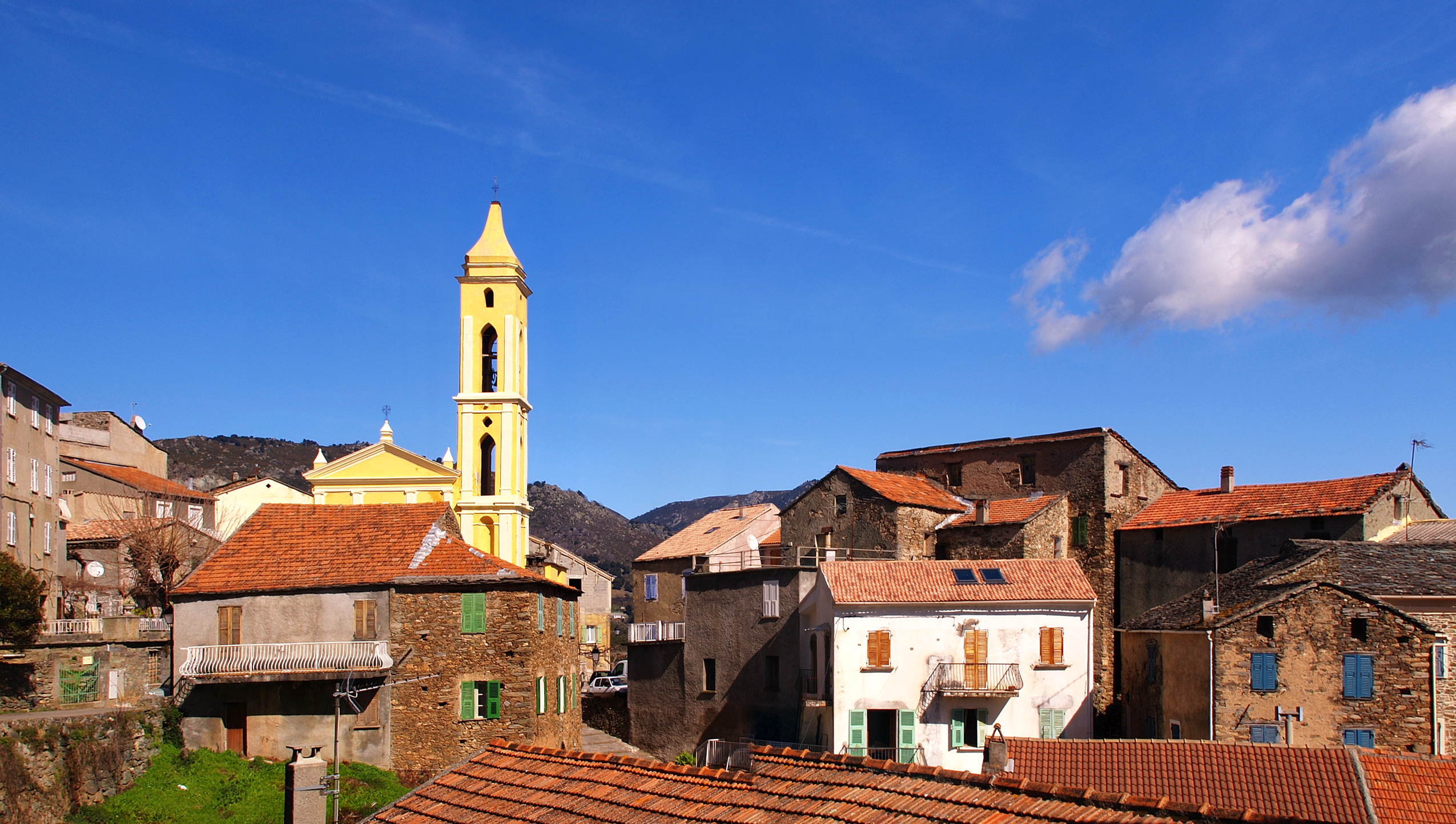
Panoramabild von Lento
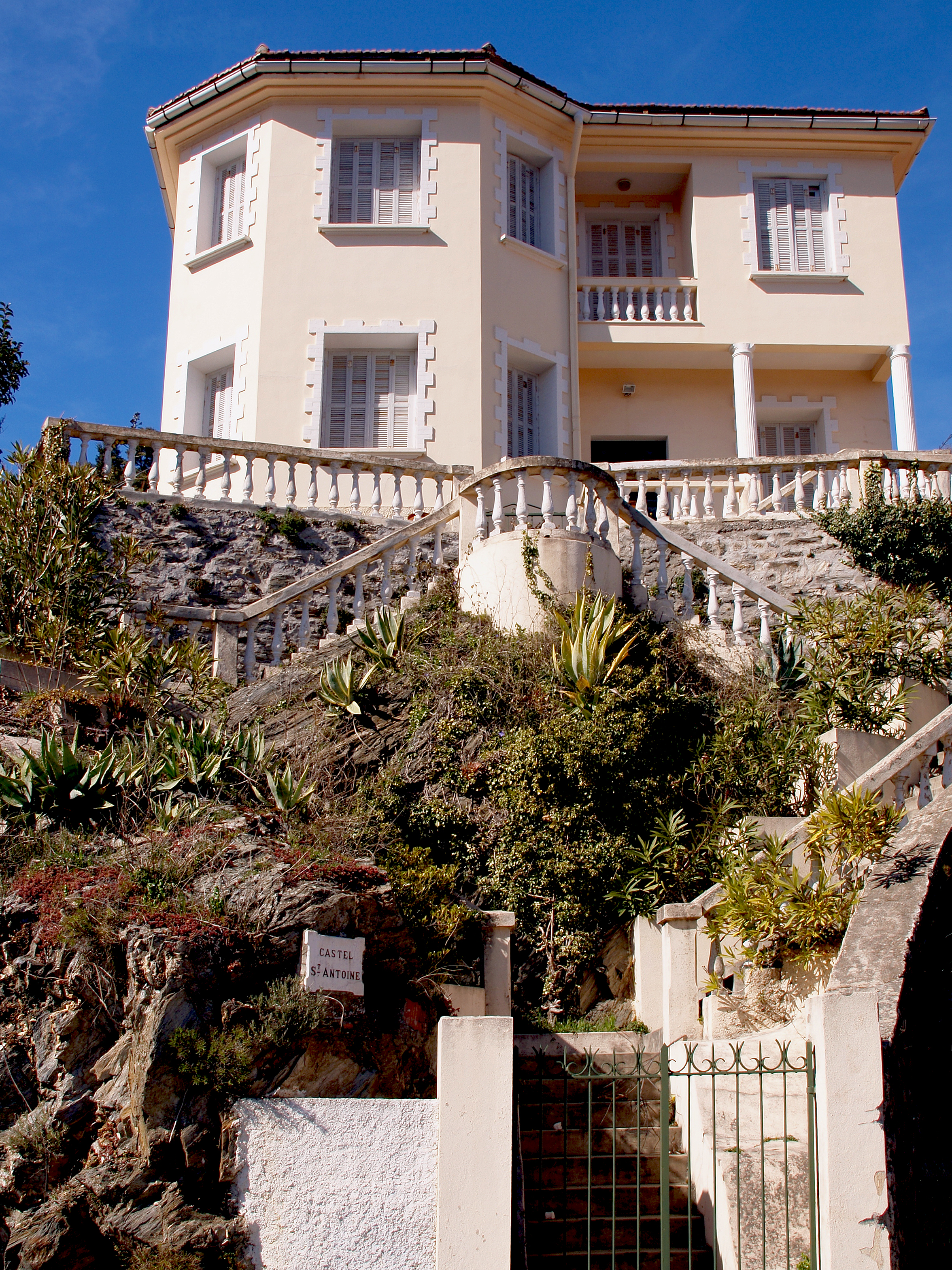
Kapelle Saint-Antoine

- Kirche Sainte Marie Madeleine
- Kriegerdenkmal
- Panoramabild von Lento
- Kapelle Saint-Antoine

## Wirtschaft
Auf dem Gemeindegebiet gelten kontrollierte Herkunftsbezeichnungen (AOC) für Brocciu, Honig (Miel de Corse - Mele di Corsica), Olivenöl (Huile d’olive de Corse - Oliu di Corsica) und Kastanienmehl (Farine de châtaigne corse - Farina castagnina corsa) sowie geschützte geographische Angaben (IGP) für Wein (Ile de Beauté blanc, rosé oder rouge und Méditerranée blanc, rosé und rouge).